# كيتشي (أصفهان)
كيتشي هي قرية في مقاطعة أصفهان، إيران. عدد سكان هذه القرية هو 63 في سنة 2006.